# Ducatul de Turingia
Ducatul de Turingia a fost o marcă de frontieră situată la răsăritul regatului francilor din Austrasia, instituit de regele merovingian Dagobert I după bătălia de la Wogastisburg din anul 631, dintre franci și uniunea triburilor slave conduse de Samo. Ducatul de Turingia a fost creat din nou în cadrul Imperiului carolingian, iar ducii au fost numiți apoi de către regii Germaniei, până când a fost absorbit în cadrul Ducatului de Saxonia în anul 908.
Primul duce (dux) de Turingia sau al turingienilor a fost Radulf. Potrivit cronicii atribuite lui Fredegar, victoriile sale din anii 641-642 l-au făcut să își piardă capul, drept pentru care s-a aliat cu Samo și s-a răsculat împotriva succesorului lui Dagobert I, Sigebert al III-lea, mergând până la a se autoproclama rege (rex) al Thuringiei. Dinastia ducală locală, cea a Hedenilor, a sprijinit activitatea misionară creștină în interiorul ducatului, dar pare să fi pierdut controlul asupra posesiunilor din Turingia după ridicarea neamului pippinizilor din Francia la începutul secolului al VIII-lea. Un conflict cu Carol Martel din jurul anilor 717–719 a condus la pierderea autonomiei ducatului de Turingia.
În 849, partea răsăriteană a Thuringiei a fost organizată ca limes Sorabicus (marca sorabică) și plasată sub conducerea unui duce pe nume Thachulf. În anonimele Annales Fuldenses, titlul acestuia apare ca dux Sorabici limitis, "duce al frontierei sorabe", însă Thachulf și succesorii săi erau în general cunoscuți ca duces Thuringorum, "duci ai thuringienilor", dat fiind că puterea lor era stabilită în chiar regiunea vechiului ducat din secolul al VIII-lea . După moartea lui Thachulf din 873, sorabii s-au răsculat, tronul revenind apoi fiului său, Radulf al II-lea. În anul 880, Ludovic "cel Tânăr" l-a înlocuit pe Radulf cu Poppo, probabil rudă a sa. Poppo a provocat un război cu Saxonia în 882, iar în 883 el și cu fratele său, Egino au purtat un război civil pentru controlul asupra Thuringiei, în care cel din urmă a ieșit victorios. Egino a murit în 886, iar Poppo a revenit la putere. În 892, regele Germaniei Arnulf de Carintia l-a înlocuit pe Poppo cu Conrad. Acesta a fost un act de patronaj din partea regelui, dat fiind că familia lui Conrad, Conradinii, a fost curând în dușmănie cu cea a lui Poppo (Dinastia Babenberg). Însă domnia lui Conrad a fost de scurtă durată, probabil din cauză lipsei sprijinului local. El a fost înlocuit cu Burchard, al cărui titlu din 903 a fost marchio Thuringionum, "margraf al thuringienilor". Burchard a fost nevoit să apere Turingia în fața incursiunilor maghiarilor și a fost înfrânt, căzând în luptă, alături de fostul duce Egino, în 3 august 908. El a fost totodată și ultimul duce consemnat de Turingia. Ducatul a avut unele dintre cele mai mici dimensiuni și a fost absorbit de Ducatul de Saxonia imediat după moartea lui Burchard. Thuringienii au rămas ca un popor distinct, iar în Evul Mediu teritoriul lor a fost organizat ca landgrafiat.

## Lista ducilor de Turingia
Vechiul ducat
- 632–642: Radulf (I), rege
- 642–687: Heden I
- 687–689: Gozbert
- 689–719: Heden al II-lea

Noul ducat
- 849–873: Thachulf
- 874–880: Radulf al II-lea
- 880–892: Poppo
- 882–886: Egino (în opoziție)
- 892–906: Conrad
- 907–908: Burchard